# Любучаны (посёлок)
Любуча́ны — посёлок в Чеховском районе Московской области России. Ранее был центром сельского поселения Любучанское.

## Географическое расположение
Расположен на расстоянии 13 км на северо-востоке от города Чехова, и в 3 километрах на востоке от посёлка городского типа Столбовая, где расположена ближайшая к городу железнодорожная станция.

## История
Посёлок образовался при фабрике возле деревни Любучаны, от которой и получает название.
Во второй половине XIX века бывшее барское поместье сельца Любучаны покупают купцы Трегубовы из старообрядцев. Они основывают шелкоткацкую фабрику. На фабрике работают до 250 человек. Годовой объём выпуска до 200 тысяч рублей.
После революции фабрику национализируют. Оборудование продают в Турцию. В 1930 году на базе бывшей шелкоткацкой фабрики Трегубовых создают Любучанский завод пластмасс.
В 1994—2004 годах Любучаны — центр Любучанского сельского округа.

### Праздники
В последнее воскресенье мая празднуется день посёлка.
История праздника уходит корнями во времена СССР. В те времена с большим размахом и шествиями в посёлке праздновали день химика. Традиция была возобновлена уже в XXI веке. Согласно веяниям времени праздник был переименован в день посёлка. Но суть праздника осталась той же.
- Торжественное шествие от завода до стадиона.
- Торжественная часть с награждением отличившихся за год (в 2009 году — Бахтин Евгений Леонидович (п. Октябрьский) — передовик производства).
- Народные гулянья на стадионе. С приглашением музыкальных групп и передвижных парков развлечений и лотковой торговлей сладостями.
- Товарищеский матч с участием футбольного клуба «Химик»

Примечание: в 2009 году, из-за мирового финансового кризиса решено было сразу перейти к неофициальной части.

### Храм Рождества Христова
В августе 2008 года был залит фундамент под здание нового храма. 7 сентября того же года состоялся чин закладки нового храма. Богослужение возглавил благочинный Чеховского церковного округа священник Александр Сербский.
В 2012 году новое здание храма было построено.
В 2016 году на Рождество Христово в новом храме прошла первая служба.

## Население
| 2002 | 2006  | 2010  | 2021  |
| ---- | ----- | ----- | ----- |
| 3566 | ↗3692 | ↘3378 | ↗4748 |

## Достопримечательности

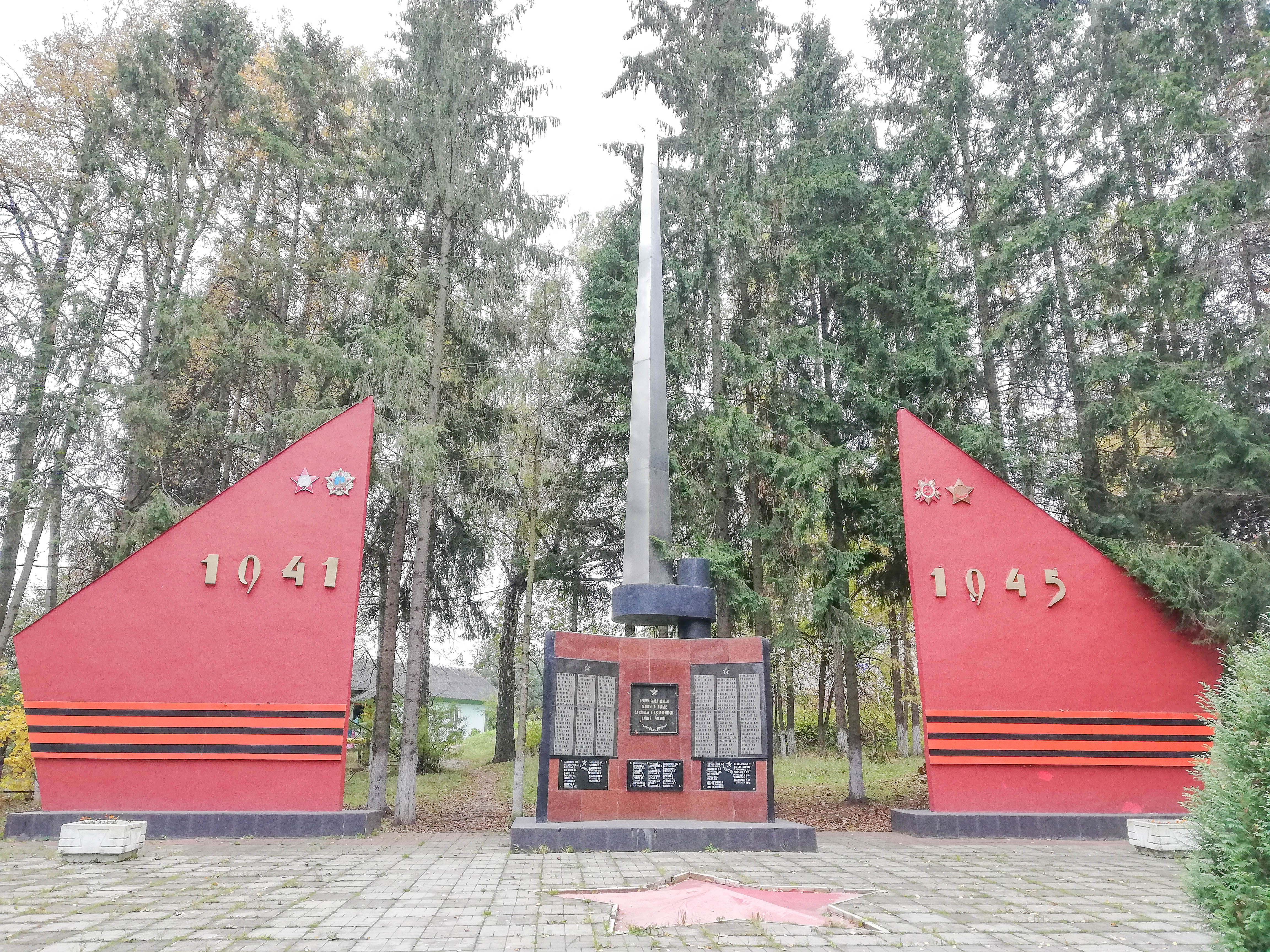
Памятник жителям Любучан, погибшим в годы ВОВ

Памятник (стела) героям, павшим в Великой Отечественной войне 1941—1945.
Небольшой храм Рождества Христова 2016 года постройки.

## Культура и спорт
В посёлке существует футбольный клуб местного значения ФК «Любучаны» и 2 баскетбольных команды «Химик-1» и «Химик-2». Баскетбольные команды представляющие поселок на районном чемпионате занимают одни из первых мест.
В Любучанах находятся Любучанская средняя общеобразовательная школа и библиотека.

## Экономика. Инфраструктура
На базе Института инженерной иммунологии развёрнуто производятся товары народного потребления, в том числе биологически активные добавки.
Имеется отделение почты № 142380.

### Основные предприятия
- ОАО «Любучанский завод пластмасс» (полимеры и изделия из пластмасс)
- ООО «Данон индустрия» (молочные и кисломолочные пищевые продукты)
- ОАО «Институт инженерной иммунологии» (бывший Институт иммунологии Министерства медицинской и микробиологической промышленности СССР)

## Транспорт
До посёлка Любучаны можно доехать:
- автобусами маршрутов № 31, 32, 37 от станции МЖД «Столбовая», стоимость проезда 25 рублей. (по информации на январь 2013)
- автобусом № 423 «Москва — Добрыниха» от м. «Южная».
- автобусом № 60 «п. Троицкое — Чехов»

Остановки на территории посёлка: «Данон» (старое название «Поликова Дача») и «ЛЗП».
- В посёлок можно добраться на маршрутном такси № 33 («ПАЗ»), стоимость проезда 28 рублей. (по информации на январь 2015 года)

Также рядом расположена трасса M2 «Крым», по которой на попутке можно добраться до Москвы. Обычная такса до станции метро «Аннино» — около 130 рублей.